# Atriplex plebeja
Atriplex plebeja là một loài thực vật thuộc họ Chenopodiaceae. Đây là loài đặc hữu của Tristan da Cunha, bao gồm đảo Inaccessible và đảo Nightingale. Môi trường sống tự nhiên của chúng là vùng bờ biển nhiều đá. Chúng hiện đang bị đe dọa vì mất môi trường sống.